# Elvila
Elvila este o companie producătoare de mobilă din România, înființată în 1990 de omul de afaceri Viorel Cataramă.
Compania deține o rețea de retail de 23 de magazine proprii și 30 de unități în franciză.
Compania produce și comercializează mobilă pentru casă și birou, adresându-se prin colecția de produse categoriei de consumatori cu venituri mici spre medii și medii.
Principalul concurent pe piața de profil din România este Mobexpert.
În mai 2007, compania a fuzionat prin absorbție cu societatea de închiriere a bunurilor imobiliare Camivex SA, controlată de Viorel Cataramă.
Număr angajați:
- 2009: 1.700[1]
- 2006: 4.500[3]

Cifra de afaceri:
- 2008: 115 milioane Euro[1]
- 2005: 109,4 milioane RON[3]
- 2004: 133,8 milioane RON[3]

Venit net:
- 2005: 6,4 milioane RON[3]
- 2004: -1,9 milioane RON[3]

Companii care au făcut sau fac parte din grupul ELVILA:
- Banca Romană pentru Relansare Economică LIBRA BANK
- Societatea de Asigurări NAȚIONALA
- Societatea de Valori Mobiliare INTERVAM
- Societatea de Servicii Financiare SAFI
- Societatea de Asigurări Sociale SOPAS
- Societatea de Leasing RO LEASING
- Societatea de Servicii PARCOMAT
- Fabricile de Mobilă : RELAXA MIZIL, ELMOBEROM BEIUȘ, CARPATINA RÂMNICU VÂLCEA, PAMEX PIATRA NEAMȚ[5]
- Cotidienele : VIITORUL ROMÂNESC, ORA
- Săptămânalul de Cultură TIMPUL